# 總類
總類，圖書館學常用語，通常為各種圖書分類法的第一個大分類名稱。該項分類所收納的圖書包括圖書館學、圖書館相關學門 (例如目錄學)、橫跨多項分類 (例如百科全書) 及難以劃分至一般分類者。
在通行全球的杜威十進位圖書分類法中，第一個大分類為「電腦科學、資訊與總類」。其主要內容如下：
- 000 總論
- 010 目录学
- 020 圖書館學和
- 030 普通百科全书
- 040 未使用或已失效
- 050 普通連續性出版品及其索引
- 060 普通會社和博物馆学
- 070 新聞媒體、期刊、出版品
- 080 普通收藏品
- 090 手抄本和珍本书

在通行於台灣、香港、澳門的賴永祥中國圖書分類法中，第一個大分類即為「總類」。其主要內容如下：
- 000 特藏
- 010 目錄學總論
- 020 圖書資訊學總論
- 030 國學總論
- 040 類書總論；百科全書總論
- 050 連續性出版品；普通期刊
- 060 普通會社總論
- 070 普通論叢
- 080 普通叢書
- 090 經學通論【第一法】
- 090 經學總論【第二法】

在非十進位的美國國會圖書館圖書分類法中，第一個大分類（A）也是「總類」。其主要內容如下：
- AC - 收藏、叢書、收藏品
- AE - 百科全書
- AG - 字典及其他普通工具書
- AI - 索引
- AM - 博物館；收藏家及收藏
- AN - 報紙
- AP - 定期性出版品
- AS - 學園及學會
- AY - 年報、年鑑、目錄
- AZ - 學術史；人文學

在通行於中國大陸的中國圖書館分類法中，因為政治因素考量，將第一個大分類（A）保留給馬克思列寧主義、毛澤東思想、鄧小平理論；而將與總類同性質的「綜合性圖書」置於最後一個大分類（Z）。其主要內容如下：
- Z1 丛书
- Z2 百科全书、类书
- Z3 辞典
- Z4 论文集、全集、选集、杂著
- Z5 年鉴、年刊
- Z6 期刊、连续性出版物
- Z8 图书目录、文摘、索引